# Dornstadt
Dornstadt är en kommun (tyska Gemeinde) i Alb-Donau-Kreis i förbundslandet Baden-Württemberg i Tyskland. Kommunen består av ortsdelarna (tyska Ortsteile) Dornstadt, Bollingen, Scharenstetten, Temmenhausen och Tomerdingen. Folkmängden uppgår till cirka 9 400 invånare, på en yta av 59,24 kvadratkilometer.
Kommunen ingår i kommunalförbundet Dornstadt tillsammans med kommunerna Beimerstetten och Westerstetten.

## Befolkningsutveckling
| Befolkningsutvecklingen i Dornstadt 1975–2015 | Befolkningsutvecklingen i Dornstadt 1975–2015 | Befolkningsutvecklingen i Dornstadt 1975–2015 | Befolkningsutvecklingen i Dornstadt 1975–2015 | Befolkningsutvecklingen i Dornstadt 1975–2015 |
| --------------------------------------------- | --------------------------------------------- | --------------------------------------------- | --------------------------------------------- | --------------------------------------------- |
|                                               |                                               |                                               |                                               |                                               |
| År                                            |                                               |                                               | Folkmängd                                     | Areal (ha)                                    |
| 1975                                          | 1975                                          |                                               | 7 891                                         | 5 922                                         |
| 1980                                          | 1980                                          |                                               | 8 680                                         | 5 925                                         |
| 1985                                          | 1985                                          |                                               | 8 647                                         | 5 924                                         |
| 1990                                          | 1990                                          |                                               | 8 857                                         |                                               |
| 1995                                          | 1995                                          |                                               | 8 510                                         |                                               |
| 2000                                          | 2000                                          |                                               | 8 523                                         |                                               |
| 2005                                          | 2005                                          |                                               | 8 571                                         |                                               |
| 2010                                          | 2010                                          |                                               | 8 408                                         |                                               |
| 2015                                          | 2015                                          |                                               | 8 996                                         |                                               |
|                                               |                                               |                                               |                                               |                                               |